# La Pietat de Viladrau
La Pietat de viladrau és una ermita gòtica de Viladrau (Osona) protegida com a Bé Cultural d'Interès Local.

## Descripció

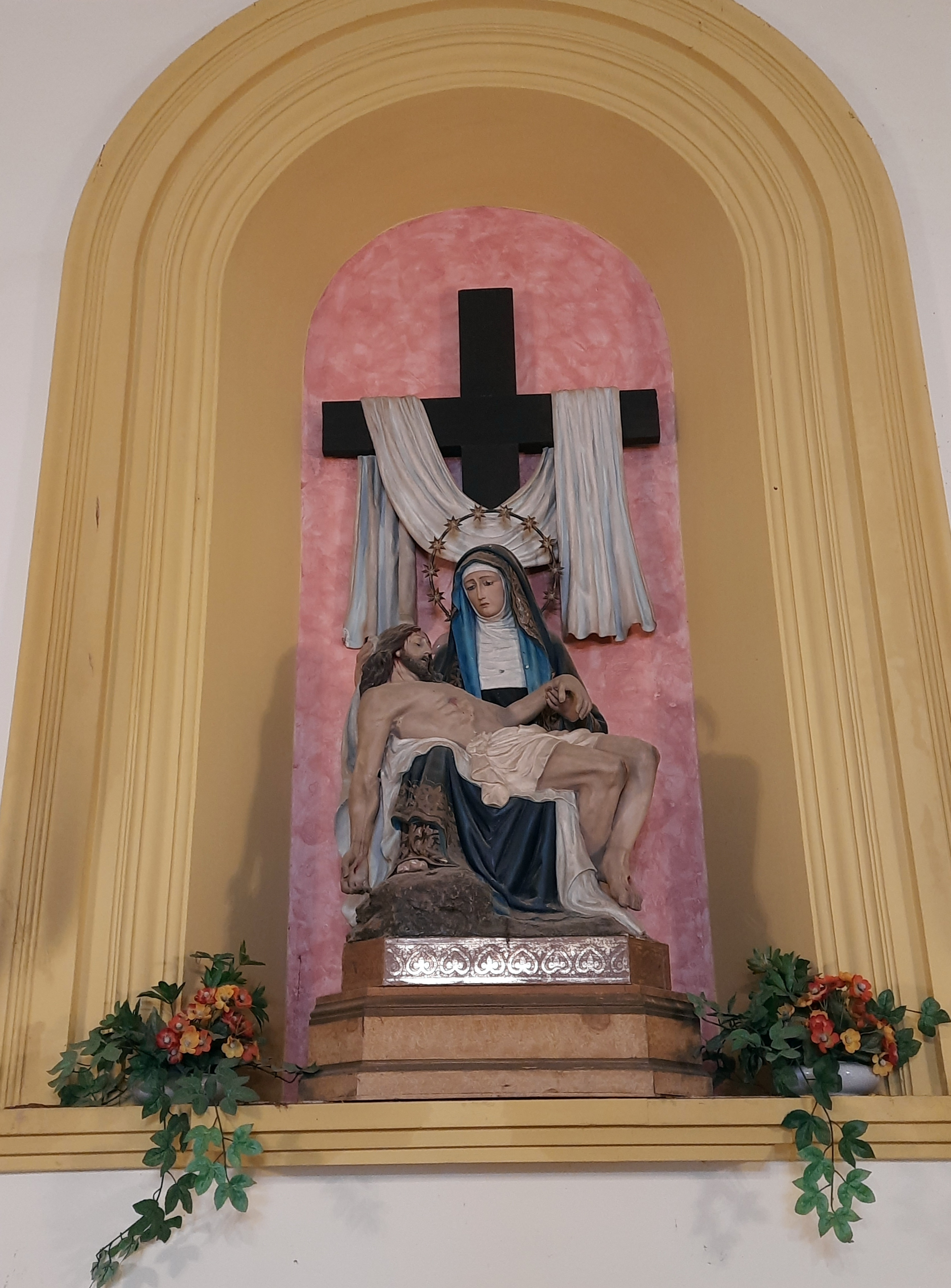
Mare de Déu de la Pietat

Ermita d'una sola nau, coberta per voltes de llunetes combinades amb creueria A la seva façana principal té un porxada amb un gran arc d'accés i unes obertures laterals, cobert a dues aigües al igual com la teulada de l'ermita. En tot dos casos s'observa una doble teulada, és a dir que van construir-ne una de nova posant un aïllant sobre la teulada vella. S'observa d'aquesta manera que hi ha hagut una reconstrucció posterior i un alçament del sostre. Aquest fet ha provocat que hi hagi dos ulls de bou en la façana de l'ermita. El seu interior es tot blanc amb imatges dels sants penjats de les parets. Als peus de l'ermita trobem el cor. Les parets són fetes de pedra. Abans els paramens exteriors eren arrebossats; ara la pedra és vista.